# Space Delta 5
Space Delta 5 (DEL 5) ist eine Einheit der United States Space Force (USSF). Als Teil des Raumfahrtkommandos der USSF spielt Space Delta 5 eine wichtige Rolle bei der Planung und Koordination von Weltraumoperationen und der Unterstützung nationaler Sicherheitsinteressen im Weltraum.

## Geschichte
Der Vorläufer von Delta 5 wurde am 1. August 1998 als 614 Space Operations Group gegründet, am 28. August 1998 aktiviert und am 24. Mai 2007 in 614 Air and Space Operations Center umbenannt. Dann wurde es am 1. Dezember 2014 in 614 Air Operations Center und am 24. Juli 2020 schließlich in Space Delta 5 umbenannt. Daraufhin wurde die Einheit in die U.S. Space Force eingegliedert.

## Aufgaben
Space Delta 5 hat die Aufgabe, das Weltraumüberwachungs- und Satellitenkommunikationssystem der USSF zu betreiben, zu warten und zu schützen. Die Delta-Einheit ist verantwortlich für die Überwachung und Verfolgung von Weltraumobjekten, den Empfang und die Verarbeitung von Satellitenkommunikation und die Gewährleistung der Sicherheit und Integrität des Weltraumdatennetzes.
Zu den spezifischen Aufgaben von Space Delta 5 gehören:
- Überwachung und Verfolgung von Weltraumobjekten zur Erkennung von Bedrohungen und zur Gewährleistung der Sicherheit im Weltraum.
- Betrieb und Wartung von Bodenkontrollstationen und Satellitenkommunikationssystemen.
- Koordination und Zusammenarbeit mit anderen Einheiten der USSF sowie mit nationalen und internationalen Partnern im Bereich Weltraumüberwachung und Satellitenkommunikation.
- Entwicklung und Implementierung von Strategien und Technologien zur Verbesserung der Weltraumüberwachungs- und Kommunikationsfähigkeiten.
- Durchführung von Schulungen und Ausbildungsprogrammen für das Personal, um sicherzustellen, dass sie über die erforderlichen Fähigkeiten und Kenntnisse verfügen, um ihre Aufgaben effektiv zu erfüllen.

## Struktur
Die genaue Struktur von Space Delta 5 kann variieren, da sie an die sich ändernden Anforderungen und Missionen der USSF angepasst wird. Die Delta-Einheit umfasst jedoch in der Regel verschiedene Abteilungen und Teams, die für spezifische Aufgaben und Funktionen verantwortlich sind. 
Dazu gehören folgende Abteilungen:
- Combat Operations Division (COD): Echtzeitüberwachung des Weltraumgebiets, Bewertung der Auswirkungen von Veränderungen dessen und Sicherstellung, dass die Ausführung der aktuellen Raumfahrt Einsatzes der Weltraumstreitkräfte regelkonform geschieht
- Strategy & Plans Division (SPD): Planung von Krisenmaßnahmen und Verwaltung von Aufträgen
- Intelligence, Surveillance and Reconnaissance Division (ISRD): Informationsbeschaffung zur Unterstützung von Einsätzen, Koordinierung der Bereiche Planung, Sammlung, Verarbeitung und Nutzung, Analyse und Produktion von Daten und Identifikation von Bedrohungen für die Nutzung des Weltraums
- SATCOM Integrated Operations Division (SIOD): Synchronisierung, Integration und Koordinierung von Informationen und Aktivitäten im Bereich Satellitenkommunikation

Weiterhin unterstehen der Delta 5 folgende Squadrons (Schwadrone):
- 614th Combat Training Squadron (CTS)
- 614th Air and Space Communications Squadron (ACOMS)
- 9th Combat Operations Squadron